# عصفلدين أصفر

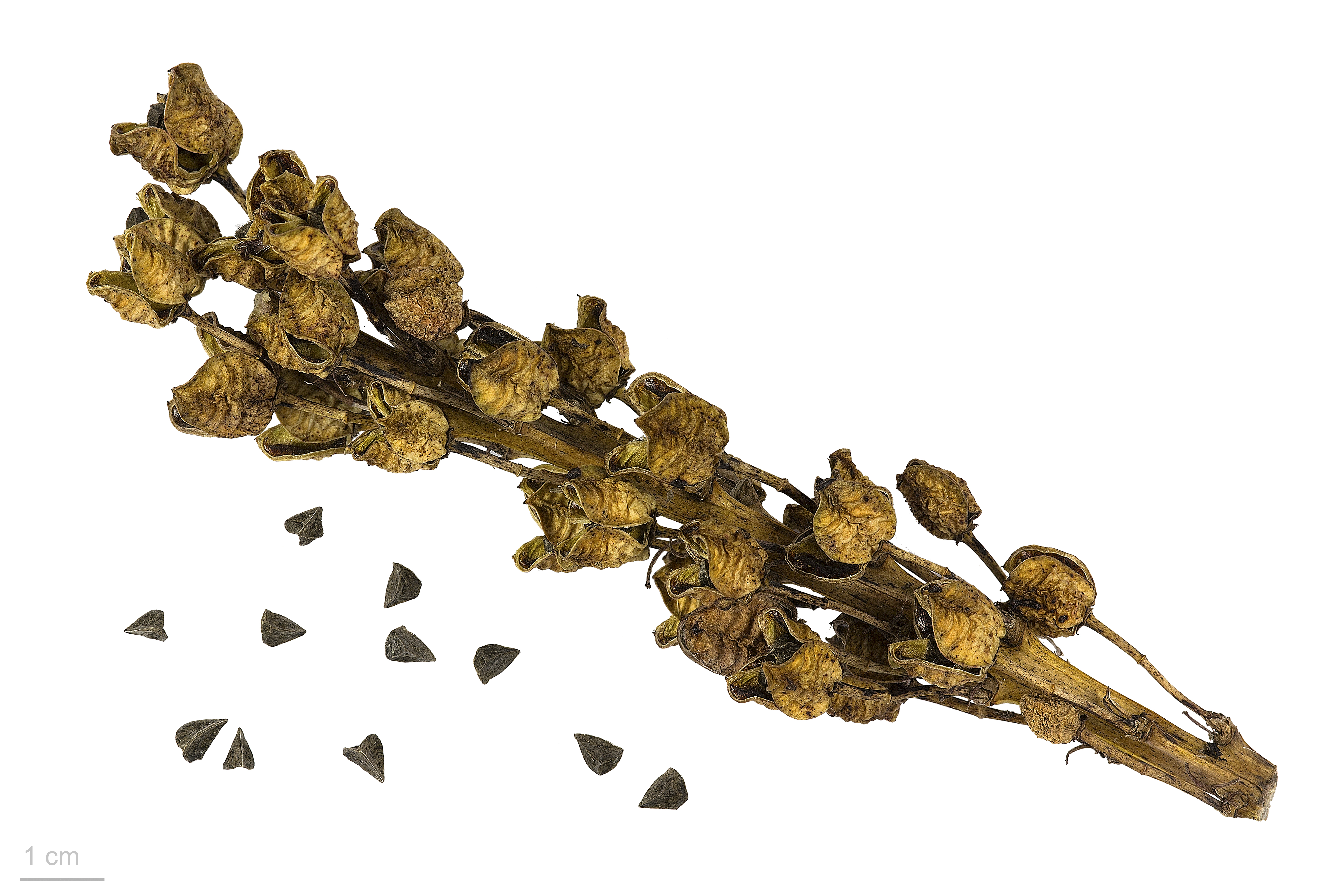
Asphodeline lutea

العِصْفَلْدِين الأصفر أو عنصل نوع نباتي ينتمي إلى جنس العِصْفَلْدِين من الفصيلة الزانثوروية (باللاتينية: Xanthorrhoeaceae).

## الموئل والانتشار
الموئل الأصلي لهذا النوع حوض البحر الأبيض المتوسط.